# Bán Antal
Bán Antal, születési nevén Rozmayer Antal (Baranyabán, 1903. augusztus 30. – Zürich, 1951. augusztus 25.) magyar géplakatos, szociáldemokrata politikus, iparügyi miniszter, nemzetgyűlési képviselő.

## Családja
Apja Rozmayer Ferenc magántisztviselő, anyja Friedrich Ilona. Nevét 1945 áprilisában magyarosította Bánra. A felesége Bajazett Amália, egyetlen gyerekük 1934-ben született. 1948-tól különváltan éltek. Élettársa ezt követően Develák Margit volt.

## Életpályája
Miután a  hat elemit elvégezte,  géplakatosnak tanult. 1917-től vett részt a szociáldemokrata ifjúsági mozgalomban. 1918-ban a Ganz-gyári tanoncok főbizalmija, 1919-ben a KIMSZ ellenőrző bizottsága tagja lett. 1919 novemberében Jugoszláviába menekült, ahol uradalmi gépészként dolgozott. Magánúton továbbtanult, majd tisztviselőként helyezkedett el. Újra bekapcsolódott a munkásmozgalomba, 1922-től a jugoszláv szociáldemokrata párt tagja, 1931-ben a párt vajdasági vezetőségének alelnökévé választották. Szerkesztette a Szabadkán, majd Újvidéken megjelenő magyar nyelvű Munkásújságot. 1919 és 1933 között az újvidéki munkáskamara szabadkai kirendeltsége alkalmazottja, majd vezetője, később az újvidéki központban főtitkárhelyettes volt.
1938-ban megvált kamarai állásától, kereskedőként és könyvelőként dolgozott. 1938-ban Szabadkán és Zentán a jugoszláv szociáldemokrata párt jelöltje volt a képviselő-választáson. 1939-ben az újvidéki pártszervezet alelnökévé választották. 1941-ben a magyar hatóságok hat hónapra internálták. Szabadulása után Budapestre költözött és összekötő lett az SZDP budapesti központja, valamint az újvidéki szociáldemokrata szervezet között. 1943-ban az SZDP értelmiségi titkárságának vezetője és a háború utáni magyar demokratikus átalakulás szociáldemokrata koncepciója kidolgozásának koordinátora lett. Az 1944. márciusi német megszállást követően az illegális ellenállási mozgalom, a Magyar Front aktív résztvevője volt.
1945 január 16-ától az SZDP újjászervezését irányító budapesti ideiglenes intézőbizottság vezetője. Február második felétől az országos vezetőség megbízott, augusztustól választott főtitkárhelyettese lett. Pártja delegálta a Budapesti Nemzeti Bizottságba és a székesfővárosi törvényhatósági bizottságba. 1945. április 2-től az Ideiglenes Nemzetgyűlés képviselője, 1948. április 26-ig nemzetgyűlési, illetve országgyűlési képviselő, a parlament politikai bizottságának tagja. 1945 májusában az Országos Gazdasági Tanács alelnöke, majd 1945 végétől az átalakult Gazdasági Főtanács tagja. A Magyar–Jugoszláv Társaságnak megalakulásától társelnöke. A párton belül  ahhoz az irányzathoz tartozott, amely az MKP-vel való szoros, partneri együttműködést szorgalmazta. 1945. június 1-jétől 1948. február 26-ig iparügyi miniszterként nem csupán elfogadta, hanem maga is szorgalmazta a különböző iparágak nagyüzemeinek államosítását és a tervgazdálkodás bevezetését. Az SZDP-nek az MKP-vel való fúzióját azonban Bán ellenezte, ezért 1948 februárjában ő is a pártból kizártak listájára került.  Nem akadályozták külföldre távozását; előbb Csehszlovákiába utazott, majd az ottani kommunista hatalomátvételt követően továbbutazott Svájcba.
Bán 1948 augusztusában – a hazai pártegyesítést követően – Svájcban hozta létre a Magyarországi Szociáldemokrata Párt Emigrációban nevű szervezetet, amelynek főtitkára lett. 1949 júliusában Londonba költözött, innét szervezte tovább a magyar mozgalmat és a környező államok szociáldemokrata emigrációjával együtt életre hívott Közép- és Kelet-európai Szocialista Uniót. Amikor 1951-ben visszatért Zürichbe, már súlyos beteg volt. Még abban az évben el is hunyt 48 éves korában.

## Emlékezete
Hamvait 1988 őszén hazaszállították és újratemették.

## Kitüntetései
- Magyar Szabadság Érdemrend;
- Magyar Köztársasági Érdemrend.